# Сант'Антонио (Салерно)
Сант'Антонио (итал. Sant'Antonio) је насеље у Италији у округу Салерно, региону Кампанија.
Према процени из 2011. у насељу је живело 4428 становника. Насеље се налази на надморској висини од 33 м.